# Fernanda Lessa
Fernanda Lessa (Rio de Janeiro, 15 de abril de 1977) é uma modelo brasileira.
Foi descoberta por um caça-talentos aos dezesseis anos. Desfilou em passarelas ao redor do mundo, incluindo Paris, Nova York e Milão. Mudou-se para a Itália no ano de 2000 e tornou-se bem-sucedida como apresentadora de um programa de moda na televisão italiana. Atualmente, ela trabalha como DJ nas principais cidades da Europa e já lançou 2 compilações com seu nome. Enquanto DJ profissional, a modelo já dividiu o palco com Santana, Red Hot Chilli Peppers e Chemical Brothers
Fernanda se dedicou por 10 anos nos estudos de atuação, e outono de 2023 sai o primeiro filme que participou. Produção e distribuição fandango Direção de Marco Risi
.